# Stevia petiolata
Stevia petiolata là một loài thực vật có hoa trong họ Cúc. Loài này được (Cass.) Sch.Bip. miêu tả khoa học đầu tiên năm 1853.